# Vita di prestigio
Vita di prestigio è il secondo album del rapper romano Amir, in collaborazione con altri affiliati della Prestigio Records, uscito il 16 maggio 2007.
La distribuzione dell'album è a cura della Self Distribution e la produzione esecutiva del progetto è di Amir e Ibbanez in collaborazione con la Subside Records.
Il disco è composto da 23 tracce inedite, più un'intro e un'outro.

## Tracce
1. Intro Nic 5-9
2. Wild Style - (prod. Rako Alma)
3. Questa è Roma - (prod. Dr Cream)
4. Vita di Prestigio - (prod. Mike Samaniego)
5. Ricordi - (prod. Dr Cream)
6. Musica Violenta - (prod. Wiskbeatz)
7. Non Puoi Salvarti (feat. Santo Trafficante) - (prod. Wiskbeatz)
8. Body Rock - (prod. Mike Samaniego)
9. Mai Indietro (feat. Mike Samaniego) - (prod. DJ Jay K)
10. Come una Rapina (feat. Joice) - (prod. Ceasar)
11. Visioni - (prod. Santo Trafficante)
12. Lo Sai Che C'è (feat. Blunt Bros) - (prod. Dr Cream)
13. Rapporti di Guerra (feat. Santo Trafficante) - (prod. Rako Alma)
14. Non Siete Pronti (feat. Baby K) - (prod. Squarta)
15. Gente Giusta (feat. Joice) - (prod. Ceasar)
16. Rap Assassino - (Santo Trafficante) - (prod. Squarta)
17. Sempre Qui - (prod. DJ Demis)
18. Stai Giù (feat. Primo Brown) - (prod. Rako Alma)
19. Vivere Così (feat. Jack the Smoker) - (prod. DJ Shocca)
20. Dal Primo Giorno (feat. Killa Mazi e Rako Alma) - (prod. Chime)
21. Body Rock RMX (feat. Bassi Maestro) - (prod. Mike Samaniego)
22. Famo Male (feat. Ibbanez, Mike Samaniego e Santo Trafficante) - (prod. DJ Squarta)
23. Volo Air One - (prod. DJ Nike)
24. Prego per Te - (prod. Santo Trafficante)
25. Outro Nic 5-9